# Полуи
Полуи́ (бел. Палуі) — деревня в составе Коровчинского сельсовета Дрибинского района Могилёвской области Республики Беларусь.

## Население
- 1999 год — 42 человека
- 2010 год — 13 человек

## Знаменитые земляки
- Астапов Анатолий Архипович — кандидат медицинских наук, доцент, заслуженный врач Республики Беларусь.